# Radzanów (Białobrzegi)
Radzanów è un comune rurale polacco del distretto di Białobrzegi, nel voivodato della Masovia.
Ricopre una superficie di 82,59 km² e nel 2004 contava 3 864 abitanti.